# Man and Beast
Man and Beast er en 50 minutter lang amerikansk stumfilm fra 1917 af Henry MacRae.

## Medvirkende
- Harry Clifton som Carl von Haagen
- Eileen Sedgwick som Gretel von Haagen
- L.M. Wells som Mr.Townsend
- Mattie Witting som Mrs. Townsend
- J. Parks Jones som Ned Townsend